# Палацовий переворот 1762 року
Переворот 28 червня (9 липня) 1762 року — один з палацових переворотів в Росії XVIII століття, в результаті якого був повалений імператор Петро III і на престол зійшла його дружина Катерина II.

## Причини
Вступивши на трон після смерті Єлизавети Петрівни в 1761 році, Петро III здійснив ряд дій, що викликали негативне ставлення до нього офіцерського корпусу та підозри у зраді національних інтересів:
- Відмова від всіх російських завоювань у ході Семирічної війни: Петро уклав невигідний для Росії мирний договір з Пруссією і повернув їй захоплені землі, включаючи Східну Пруссію, тим самим обезмисливши всі понесені російською армією в ході війни втрати.
- Підготовка до династичної війни з Данією за Шлезвіг: Разом з тим, новий імператор намірився втягнути Росію в нову війну, яку офіцерство знаходило безглуздою. У союзі з Пруссією він збирався виступити проти давньої союзниці Росії, Данії, з метою повернути забраний у його предків Шлезвіг, причому сам мав намір виступити в похід на чолі гвардії.
- Неповажне ставлення до православної церкви: Петро оголосив про секвестр майна Російської церкви, скасування монастирського землеволодіння і ділився з навколишніми планами реформи церковних обрядів та заборони використання ікон.

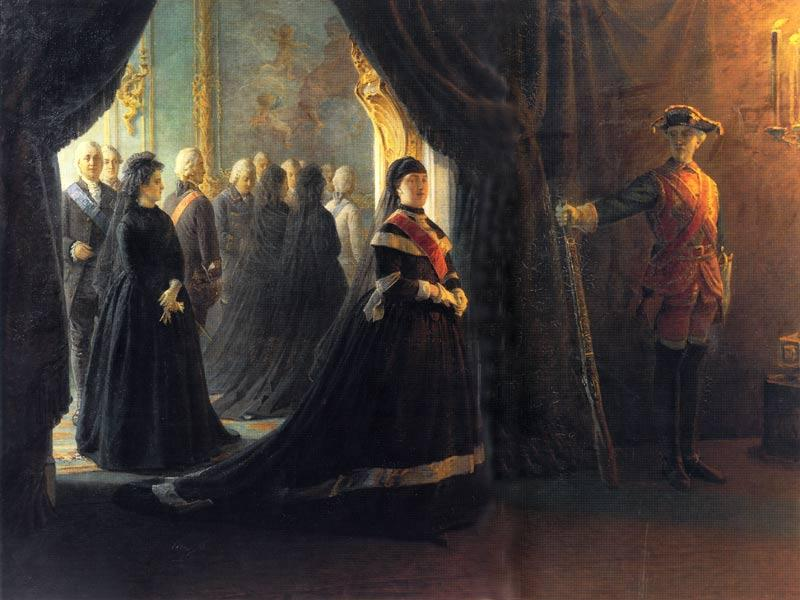
Катерина II біля труни імператриці Єлизавети, картина Миколи Ге

Прихильники цього перевороту не хотіли брати участь у малопристойних розвагах, до яких був схильний імператор, і при його химерному характері не відчували впевненості у завтрашньому дні. Солдати, що служили в палаці, пізніше в шинках ділилися негативними враженнями від особи нового правителя. Пізніше у мемуарної літературі його звинувачували також у невігластві, недоумство, нелюбові до Росії, повної нездатності до правління. На його тлі вигідно виглядала Катерина — розумна, начитана, що справно відвідувала церковні служби і доброзичлива до вищої аристократії чоловіка, яка зазнала переслідувань чоловіка.
Катерина, яка досить докладно описала підготовку змови у своїх мемуарах, відчувала всю хиткість свого становища. Чоловік відкрито говорив, що збирається розлучитися з нею, щоб одружитися зі своєю фавориткою Єлизаветою Воронцовою. Він грубо поводився з дружиною, а 30 квітня під час урочистого обіду з нагоди укладання миру з Пруссією стався прилюдний скандал. Імператор у присутності двору, дипломатів та іноземних принців крикнув дружині через весь стіл «folle» (дура); Катерина розплакалася. Приводом для образи стало небажання Катерини пити стоячи проголошений Петром III тост. Неприязнь між подружжям досягла апогею. Увечері того ж дня він наказав її заарештувати, і тільки втручання фельдмаршала Георга Гольштейн-Готторпського, рідного дядька Катерини, брата її матері, врятувало Катерину.

## Змовники
Найбільш активну участь у підготовці змови взяли Катерина (дружина Петра), троє братів Орлових (з яких старший був коханцем Катерини та батьком її дитини) та гвардійські офіцери — ізмайлівці брати Рославльови та Ласунський, преображенці Пассек, Бредіхін, Чеертков. Серед найвищих сановників імперії найпідприємливішими змовниками були Микита Панін, вихователь малолітнього спадкоємця Павла Петровича і майбутній московський губернатор Михаїл Волконський. В останній момент почин підтримав і Кирило Розумовський, гетьман Війська Запорозького, президент Академії наук, улюбленець свого Ізмайлівського полку.
Повалення Петра III не обійшлося без іноземної участі. Як пишуть Анрі Труайя та Казимир Валішевський, плануючи повалення чоловіка, Катерина звернулася за грошима до французів та англійців, натякнувши їм на те, що збиралася здійснити. Французи з недовірою поставилися до її прохання позичити 60 тисяч рублів, не повіривши в серйозність її плану, але від англійців, яким належав Ганновер, і які відстоювали інтереси свого союзника — прусського короля, частину земель якого окупував Петро III, а під приводом походу в Данію який вимагав передати йому і фортеці ще не окупованої російськими частини Пруссії, через купця Фельтена і п'ємонтця Одара (якого іноземці вважали «секретарем» і «опорою» змови) вона отримала 100 тисяч рублів, що в подальшому, можливо, вплинуло на її ставлення до Англії та Пруссії — вона вивела російські війська з Пруссії.
 

## Виступ гвардії

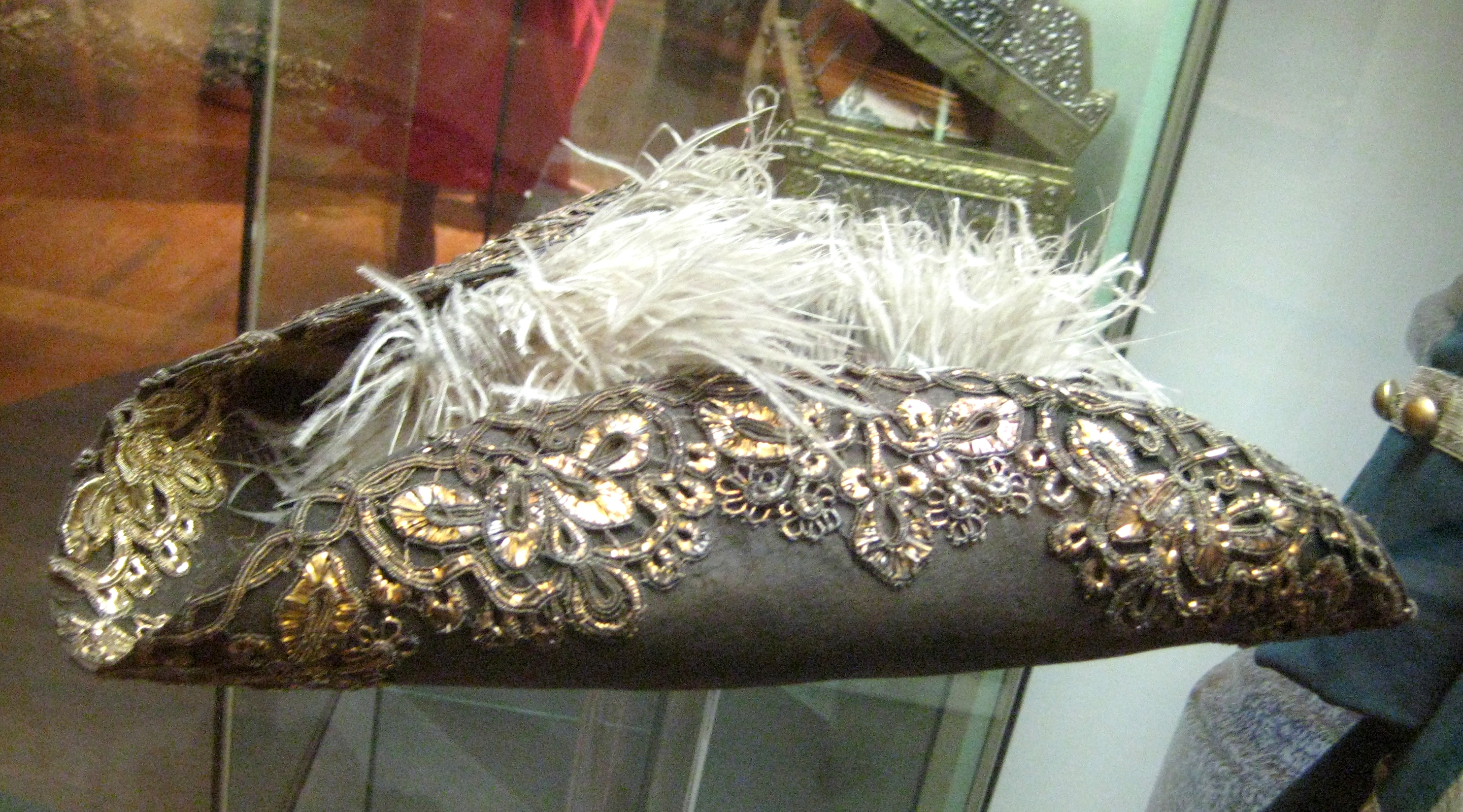
Капелюх Петра III

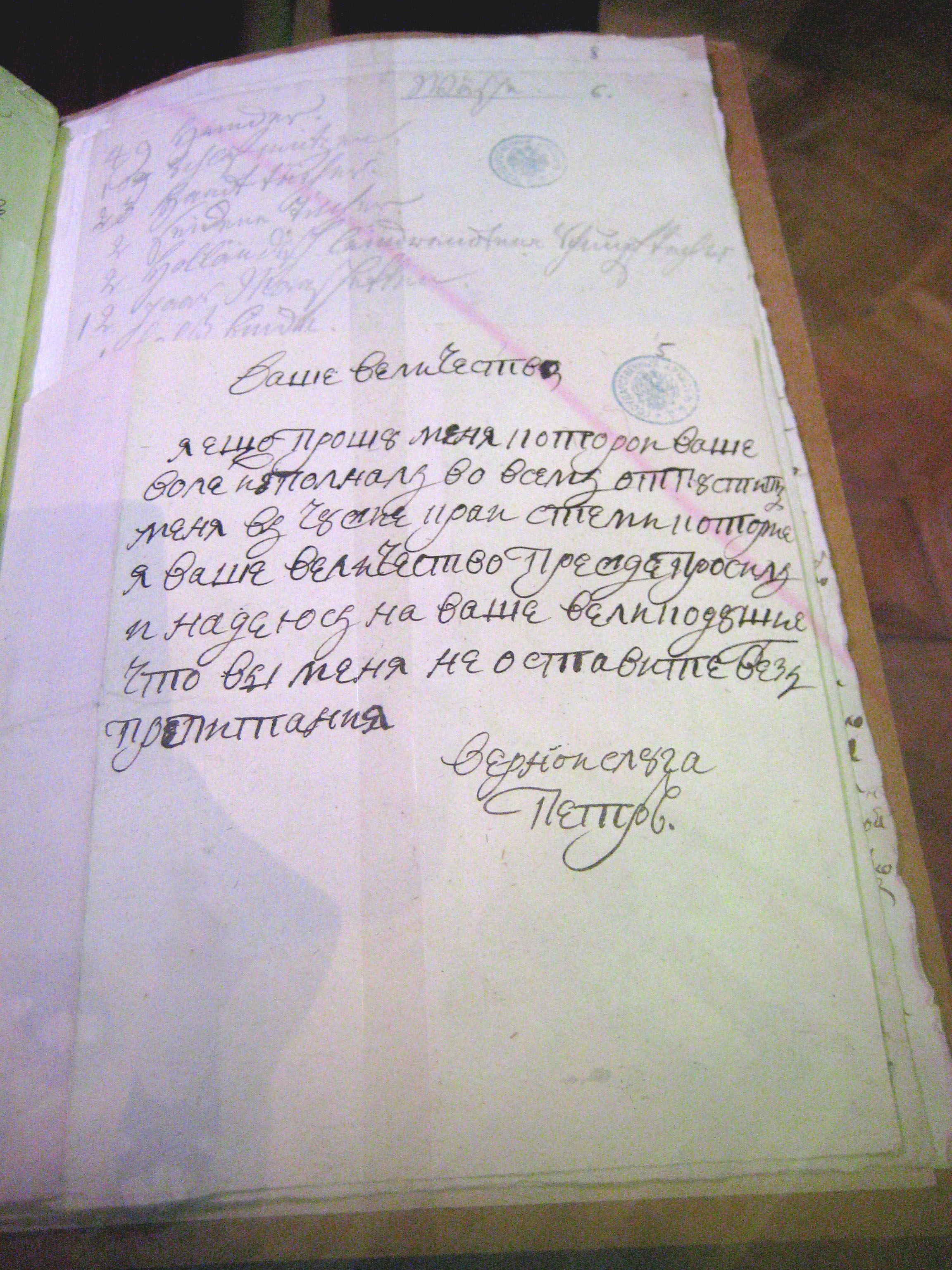
Лист Петра III з Ропші Катерині II з проханням відпустити його у «чужі краї». Після 28 червня (9 липня) 1762 року. Автограф. РДАДА. «Ваша величність, я шукаю прошу мене, якою вашу волю виконував у всьому, відпустити мене в чужі краї, з тими, які я, Ваша величність, насамперед просив, і сподіваюся на вашу великодушність, що ви мене не залишите без їжі. Вірний слуга, Петро».

До травня 1762 року зміна настроїв у столиці стала настільки очевидною, що імператору з усіх боків радили вжити заходів щодо запобігання катастрофі, йшли доноси про можливу змову, але Петро Федорович не розумів серйозності свого становища. У травні двір на чолі з імператором за традицією виїхав за місто, в Оранієнбаум. У столиці було затишшя, що вельми сприяло остаточним приготуванням змовників. Як пише Катерина Дашкова (тоді найближча приятелька Катерини), рішучий удар було вирішено завдати, коли імператор відбуде з армією до берегів Данії.
Данський похід планувався на червень. Імператор вирішив почекати з виступом військ, щоб відсвяткувати свої іменини. Вранці 28 червня 1762 року, напередодні Петрова дня, імператор зі свитою вирушив з Оранієнбаума, своєї заміської резиденції, в Петергоф, де мав відбутися урочистий обід на честь тезоіменітства імператора. Напередодні Петербургом пройшла чутка, що Катерина утримується під арештом. У гвардії почалася сильна смута, а одного з учасників змови, капітана Пассека, за доносом Петра Ізмайлова заарештували. Брати Орлови побоювалися, що виникла загроза розкриття змови.
У Петергофі Петра III мала зустрічати його дружина, за обов'язком імператриці колишня упорядницею урочистостей, але на момент прибуття двору вона зникла. Через короткий час стало відомо, що Катерина рано-вранці втекла до Петербурга в кареті з Олексієм Орловим, який приїхав до неї з звісткою, що події набули критичного оберту і зволікати більше не можна.
Вірні Катерині офіцери вивели свої гвардійські полки на присягу «Імператриці та Самодержиці Всеросійської». Найменше надії було на підтримку Кінної гвардії, бо в полку на боці Катерини діяли лише офіцери з маленькими чинами (зокрема секунд-ротмістр Хитрово і вахмістр Потьомкін). Проте, вони змогли переконати товаришів приєднатися до перевороту. Слідом за гвардією в короткий час присягнули Сенат та Синод, а також частина населення, після чого гвардія виступила зі столиці у бік Петергофа.

## Арешт та загибель Петра III

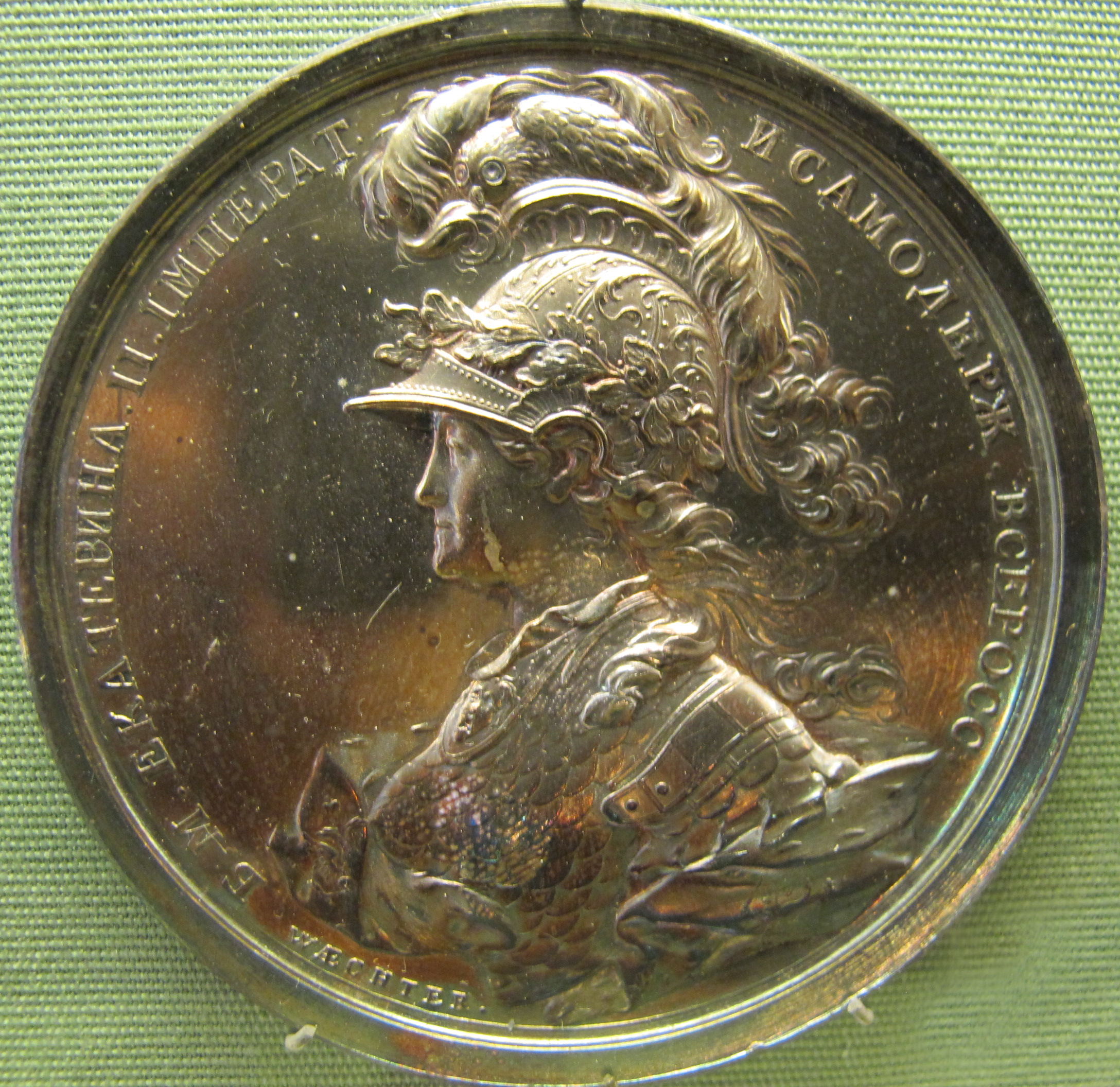
Медаль, викарбувана на честь вступу на престол Катерини

Подальші події Петра демонструють крайню ступінь розгубленості. Відкинувши пораду Мініха негайно попрямувати в Кронштадт і повести боротьбу, спираючись на флот і вірну йому армію, розміщену в Східній Пруссії, він збирався було захищатися в Петергофі в іграшковій фортеці, збодованій для маневрів, за допомогою загону голштинців. Однак, дізнавшись про наближення гвардії на чолі з Катериною, Петро кинув цю думку і відплив до Кронштадта з усім двором, дамами тощо. Але Кронштадт завдяки кмітливості адмірала Івана Тализіна на той час вже присягнув Катерині. Після цього Петро зовсім занепав духом і, знову відкинувши пораду Мініха попрямувати до східнопруської армії, повернувся 10 липня в Оранієнбаум, де за порадою свого улюбленця Михайла Ізмайлова і 12 липня підписав зречення престолу.

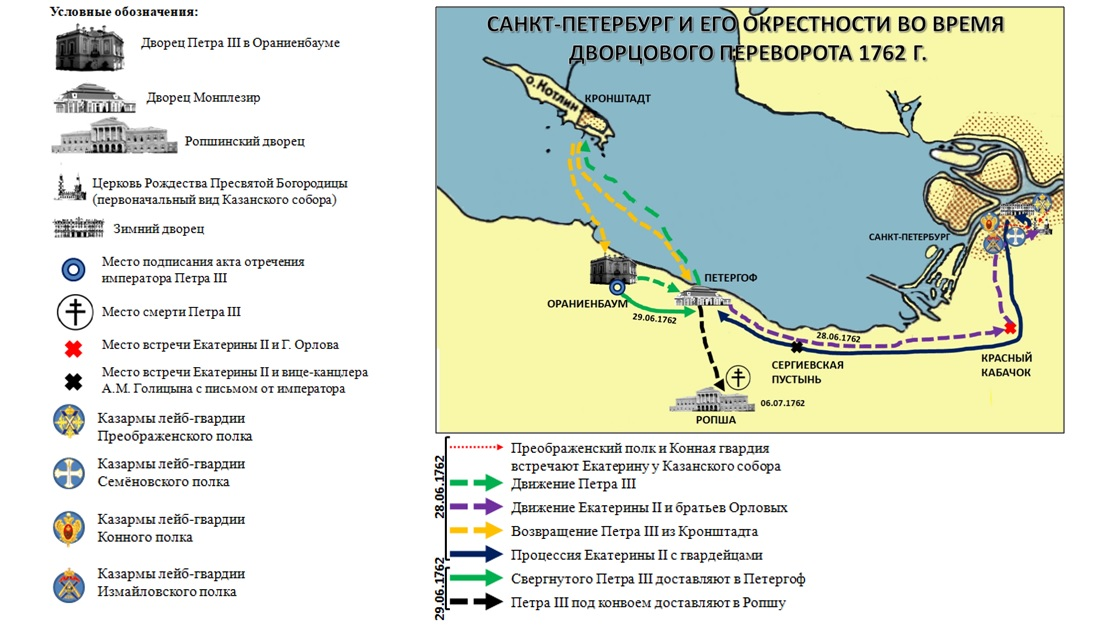
Карта-схема палацового перевороту 1762

Незабаром після того імператора разом з вірним генералом Андрієм Гудовичем, що залишився йому, перевезли 16 липня на Ропшинську мизу, де він, при не до кінця з'ясованих обставин, був вбитий (див. Смерть Петра III). У своєму листі якось Катерина вказала, що перед смертю Петро мучився гемороїдальною колікою. Далі Петра задушили. Після смерті Катерина наказала зробити розтин, щоб розсіяти підозри про отруєння. Розтин показав (за словами Катерини), що шлунок абсолютно чистий, що виключає присутність отрути. Є і факти, що вказують на те, що вона знала про підготовку вбивства Петра III. Так, вже 15 липня, за 2 доби до смерті імператора у палаці в Ропші, Катерина відправила до нього лікаря Паульсена, і як пише Микола Павленко, «Показовий факт, що Паульсен був відправлений в Ропшу не з ліками, а з хірургічними інструментами для розтину тіла».

## Вступ на престол Катерини

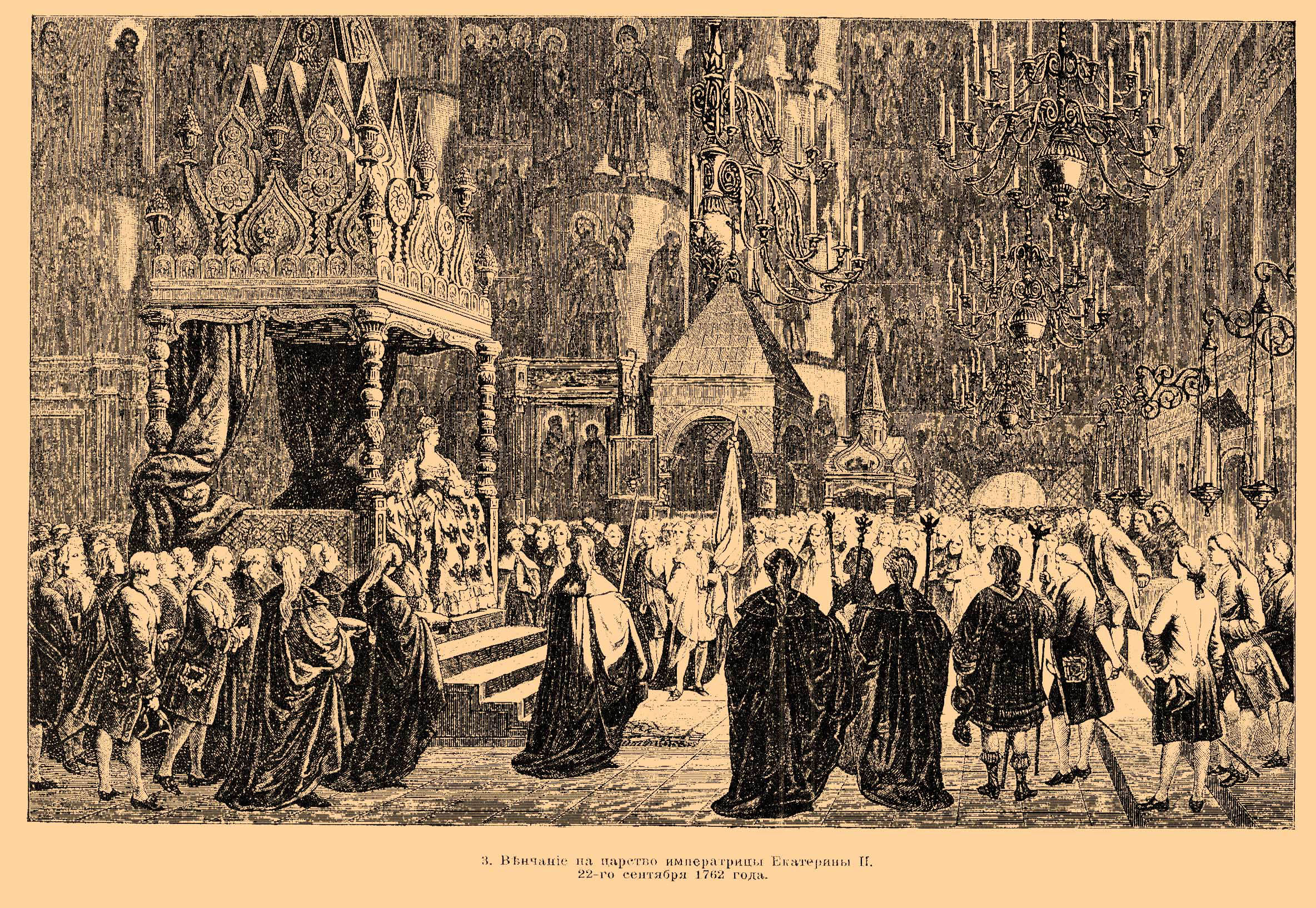
Вінчання на царство Катерини Олексіївни

Після зречення чоловіка Катерина Олексіївна вступила на престол як царюча імператриця з ім'ям Катерини II, хоча, судячи з відомостей що спливли при розслідуванні в 1763 хитровської змови, спочатку вона була готова задовольнятися роллю правительки (регента) при малолітньому сина.
У маніфесті про виступ на престол основою усунення Петра вказувалися спроба змінити державну релігію і мир з Пруссією. Для обґрунтування своїх прав на престол (а чи не спадкоємця Павла) Катерина посилалася на «бажання всіх наших вірнопідданих явне і нелицемірне». 3 (14) жовтня вона була коронована в Москві. Як охарактеризував її царювання Василь Ключевський, «Катерина здійснила подвійне захоплення: забрала владу у чоловіка і не передала її синові, природному спадкоємцю батька».
Незабаром після узурпації Катериною престолу нею були усунені інші претенденти — Іван VI в 1764 р., що містився в темниці, і самозванка Тараканова в грудні 1775 р. Однак примара покійного чоловіка не давала їй спокою: в 1773 році дивом порятованим імператором проголосив себе донський козак Омелян Пугачов. Пугачовщина затисне в лещата Приволжя, Прикам'я та Урал, триватиме майже 1 рік і 4 місяці, закінчившись стратою самозванця на Болотній площі.
Оскільки повалення Петра III довелося на день безсрібників Кіра та Іоанна, у Москві була збудована церква на честь цих святих, а княгиня Дашкова назвала свою нову садибу на березі Фінської затоки «Кір та Іоанново».

## Особливості
Події 28 червня (9 липня) 1762 року мають істотні відмінності від попередніх палацових переворотів; по-перше — переворот вийшов за «стіни палацу» і навіть за межі гвардійських казарм, знайшовши небачену досі широку підтримку різних верств столичного населення, а по-друге — гвардія стала самостійною політичною силою, причому силою не охоронною, а революційною, яка скинула законного імператора і підтримала узурпацію влади Катериною.